# Emilian Popescu
Emilian Popescu (n. 20 februarie 1928, Orlești, Vâlcea, România – d. 25 august 2020, București, România) a fost un teolog și istoric român, membru de onoare al Academiei Române (din martie 2006).

## Tinerețea și studiile
Profesorul Dr. Emilian Popescu s-a născut pe 20 februarie 1928 în comuna Orlești, judetul Vâlcea, fiind unul din cei șapte copii ai Anei și a lui Georghe Popescu, cântăreț bisericesc. A urmat Seminarul Teologic Sfântul Nicolae din Râmnicu Vâlcea (1940-1947), Facultatea de Filologie din București, secția, limbi clasice (1948-1952) și Institutul Teologic Universitar din București, susținând în 1955 teza de licență despre Sfântul Grigorie Palama, alcătuită sub îndrumarea Părintelui Stăniloae.

## Distincții
A fost decorat în februarie 2004 cu Ordinul Meritul Cultural în grad de Ofițer, Categoria G - „Cultele”, „în semn de apreciere deosebită pentru activitatea susținută în domeniul cultelor, pentru spiritul ecumenic și civic dovedit și pentru contribuția avută la întărirea legăturilor interconfesionale, de bună și pașnică conviețuire între toți oamenii”.